# Hubert Yockey
Hubert P. Yockey (15 de abril de 1916 - 31 de janeiro de 2016) foi um físico e teorista da informação estadunidense.
Estudou as aplicações da teoria da informação a problemas em biologia, publicando suas conclusões no Journal of Theoretical Biology a partir de 1974. É extremamente crítico da teoria da sopa primordial sobre a abiogênese (origem da vida), afirmando que "a origem da vida não pode ser resolvida como um problema científico."
Trabalhou sob a coordenação de Robert Oppenheimer no Projeto Manhattan. Foi professor da Universidade da Califórnia em Berkeley.
Ele faleceu em 31 de janeiro de 2016 na idade de 99 anos.

## Obras
- Hubert P. Yockey Information Theory and Molecular Biology 1992 Cambridge University Press
- Hubert P. Yockey, Information Theory, Evolution, and the Origin of Life 2005 Cambridge University Press ISBN 0-521-80293-8